# William Bast
Pour les articles homonymes, voir Bast.
William Bast est un scénariste et producteur américain né le 3 avril 1931 à Milwaukee, dans le Wisconsin et mort le 4 mai 2015. Il est le fils de Gilbert Bast et de Bernice Fleischmann.

## Biographie
La légende accompagne le destin de William Bast puisqu'en dehors de ses mérites en tant que scénariste, il est connu aussi pour avoir été le petit ami de James Dean durant ses années d'étudiant et ce jusqu'à la mort de l'acteur. Il a été par deux fois colocataire avec James Dean. Ce dernier lui avait proposé une troisième fois de venir s'installer avec lui, dans son appartement new-yorkais, mais sa mort prématurée empêcha la réalisation de ce projet.
On doit à William Bast l'adjonction de la citation du Petit Prince de Saint-Exupéry — livre que l'acteur chérissait — sur le monument élevé au lieu de l'accident (Cholame en Californie) qui a coûté la vie à son ami : L'essentiel est invisible pour les yeux, la citation totale étant : On ne voit bien qu'avec le cœur. L'essentiel est invisible pour les yeux. [réf. nécessaire]
William Bast était un grand ami d'Elizabeth Taylor, qui l’avait connu par l'entremise de son ami Dean avec qui elle avait tourné Géant.
Son ouvrage Ma vie avec James Dean fait autorité en la matière et relate sans concession la vie mouvementée du jeune acteur américain passé au rang de sex-symbol et d'égérie de la jeunesse rebelle depuis plus de 50 ans.
Il a par ailleurs participé à l'écriture d'un long métrage américain destiné à la télévision en 1976 relatant la vie de Jimmy (surnom prêté à l'acteur). Il apparaît dans un reportage de réalisation européenne produit en 2005 relatant la vie privée du jeune homme (James Dean, petit prince, petit bâtard).

## Filmographie

### comme scénariste
- 1961 : The Test (téléfilm)
- 1968 : Les requins volent bas (Hammerhead)
- 1969 : La Vallée de Gwangi (The Valley of Gwangi)
- 1975 : La Légende de Lizzie Borden (The Legend of Lizzie Borden) (TV)
- 1976 : James Dean de Robert Butler (téléfilm)
- 1977 : L'Homme au masque de fer (The Man in the Iron Mask) (TV)
- 1978 : Betsy (The Betsy)
- 1981 : The Star Maker (TV)
- 1981 : Mistress of Paradise (TV)
- 1982 : The Scarlet Pimpernel (en) (TV)
- 1984 : The Master of Ballantrae (TV)
- 1984 : The First Olympics: Athens 1896 (TV)
- 1998 : The Fury Within (TV)
- 2002 : Power and Beauty (TV)

### comme producteur
- 1975 : La Légende de Lizzie Borden (TV)
- 1976 : James Dean de Robert Butler (téléfilm)
- 1981 : The Star Maker (TV)
- 1982 : Tucker's Witch (série télévisée)
- 1983 : The Hamptons (en) (série télévisée)
- 1989 : Pursuit (TV)
- 1995 : L'Invasion des abeilles tueuses (Deadly Invasion: The Killer Bee Nightmare) (TV)
- 1998 : The Fury Within (TV)

## Récompenses et nominations
William Bast a gagné en 1976 un prix Edgar-Allan-Poe pour The Legend of Lizzie Borden. En 1977, il fut nommé pour un Emmy Awards pour la série L'Homme au masque de fer. En 1985, il a gagné un prix de la Writers Guild of America pour la série The First Olympics: Athens 1896.